# 亮菌
亮菌，又称为假蜜环菌、青杠茸、榛蘑，是伞菌目口蘑科蜜环菌属的一种真菌，因菌丝含有物质能发出荧光而得名。